# Vedersø
Vedersø er en landsby midt mellem Ringkøbing Fjord og Nissum Fjord i Vestjylland. Landsbyen ligger i Vedersø Sogn, Ringkøbing-Skjern Kommune.
Vedersø er først og fremmest kendt som hjemsted for digterpræsten Kaj Munk, der levede og virkede som præst i sognet de sidste 20 år af sit liv (1924-44).
Midt i landsbyen findes Vedersø Kirke og 2 km nordvest for landsbyen findes Vedersø Præstegård.
I landsbyen findes desuden Vedersø Idrætsefterskole, stiftet i 1992, og den tilknyttede internationale skole, The International.
Få hundrede m nord for landsbyen findes Nørresø.
Ved kysten 5 km nordvest for landsbyen findes sommerhusbebyggelsen Vedersø Klit.